# شاینا ماگدایائو
شاینا ماگدایائو (انگلیسی: Shaina Magdayao؛ زادهٔ ۶ نوامبر ۱۹۸۹) مجری تلویزیون، مدل (شخص)، کمدین، و بازیگر اهل فیلیپین است.
از فیلم‌ها یا برنامه‌های تلویزیونی که وی در آن نقش داشته است می‌توان به فصل شیطان اشاره کرد.